# Lypec'ke
Lypec'ke  (ucraniano: Липецьке) es una localidad del Raión de Kotovsk en el Óblast de Odesa de Ucrania. Según el censo de 2001, tiene una población de 3740 habitantes.